# 佩氏小帶腭魚
佩氏小帶腭魚（學名：Cryodraco pappenheimi）為輻鰭魚綱鱸形目南極魚亞目鱷冰魚科小帶腭魚屬的其中一種，分布於南冰洋海域，為底棲性魚類，屬肉食性，生活習性不明。

## 擴展閱讀
維基物種上的相關：佩氏小帶腭魚